# William Crookes
Sir William Crookes, OM, membru al Societății Regale (n. 17 iunie 1832, Londra, Regatul Unit al Marii Britanii și Irlandei – d. 4 aprilie 1919, Londra, Regatul Unit al Marii Britanii și Irlandei) a fost un chimist și fizician englez. Sir William a urmat Colegiul Regal de Chimie, în Londra, și a lucrat în spectroscopie.
De numele său sunt legate tubul Crookes (pentru descărcări electrice în vid) și descoperirea elementului taliu.

## Legături externe
- Lucrări de William Crookes la Proiectul Gutenberg
- Opere de sau despre William Crookes la Internet Archive
- Weeks, Mary Elvira (1932). „The discovery of the elements: XVI. The rare earth elements”. Journal of Chemical Education. 9 (10): 1751–1773. Bibcode:1932JChEd...9.1751W. doi:10.1021/ed009p1751.
- Crookes's (1874) A practical handbook of dyeing and calico-printing Arhivat în 29 iulie 2017, la Wayback Machine. - digital facsimile from the Linda Hall Library